# Frederik Wulff
 Ikke at forveksle med Fredrik Wulff.
Frederik Elkan Wulff (født 18. august 1797 eller 1798 i Assens, død 8. november 1871 i Svenstrup Østermølle i Svenstrup Sogn ved Aalborg) var en dansk kæmner og politiker.
Wulff blev født i Assens i 1797 eller 1798 som søn af købmand Wulff Jonas Wulff. Han var i flere år fuldmægtig på Aalborg postkontor og opsynsmand ved befordringsvæsenet. Fra 1842 til 1862 var han kæmner i Aalborg og fra 1842 til 1866 vejer og måler i Aalborg. Han flyttede derefter ind hos en søn på Svenstrup Østermølle i Svenstrup syd for Aalborg.
Wulff var stænderdeputeret på Nørrejyllands Stænderforsamling i Viborg i 1846. Han var kongevalgt medlem af Den Grundlovgivende Rigsforsamling 1848-1849.